# Destroyers for bases agreement
Il Destroyers for bases agreement, o destroyers for bases deal, in italiano accordo cacciatorpediniere in cambio di basi fu un patto tra Stati Uniti d'America e Regno Unito stipulato durante la seconda guerra mondiale.

## Presupposti
La pressione tedesca sui convogli britannici durante la battaglia dell'Atlantico palesò la debolezza britannica in termini di navi di scorta e l'aumentato impegno statunitense durante i pattugliamenti effettuati durante la neutralità, sebbene di fatto a favore britannico, venne messo a dura prova dalla scarsità di basi aeree. L'attività di pattugliamento marittimo era ulteriormente penalizzata dal fatto che non erano ancora disponibili velivoli a lungo raggio come il Consolidated B-24 Liberator.
D'altra parte, il Neutrality Act statunitense proibiva espressamente la vendita di armi a paesi belligeranti e l'opinione pubblica del paese era in maggioranza contraria a qualsiasi coinvolgimento nelle vicende belliche. Nel maggio 1940 gli Stati Uniti chiesero al governo di Londra, tramite l'ambasciatore britannico Philip Kerr, la concessione in affitto di basi aeree inglesi a Trinidad, Bermuda e Terranova .Winston Churchill inizialmente (il 27 maggio) rifiutò l'offerta a meno di un contraccambio immediato. Il 1º giugno, mentre la disfatta francese diventava una certezza, il presidente Franklin Delano Roosevelt aggirò il Neutrality Act dichiarando obsolescenti milioni di munizioni e armi leggere in dotazione alle forze armate statunitensi, di conseguenza autorizzando la loro spedizione in Gran Bretagna, ma rifiutando la richiesta di cacciatorpediniere. Ad agosto, con la concreta minaccia tedesca sulle isole britanniche, Churchill paventò gravi conseguenze per gli Stati Uniti se l'Impero Britannico si fosse arreso e le sue colonie fossero cadute in mani tedesche.

## L'accordo
Il 2 settembre 1940 cinquanta cacciatorpediniere statunitensi, obsoleti perché risalenti alla prima guerra mondiale o immediatamente successivi, prevalentemente appartenenti alla classe Wickes e alla classe Clemson, vennero trasferiti alla Royal Navy, che li ridenominò classe Town.
In cambio i britannici cedettero in affitto per 99 anni basi a:
- Terranova (oggi parte della provincia canadese di Newfoundland and Labrador).
- lato est delle isole Bahamas
- costa sud della Giamaica
- costa ovest di Saint Lucia
- costa ovest di Trinidad (golfo di Paria)
- Antigua
- L'allora Guyana britannica (oggi Guyana) entro cinquanta miglia da Georgetown.

L'accordo garantì basi aeronavali anche a
- Great Sound e Castle Harbour, Bermuda
- coste sud e est di Terranova.

## Le navi
Elenco delle navi trasferite:
| Nr. | Nome                        | Classe   | Servizio |
| --- | --------------------------- | -------- | --- |
| 01  | USS Craven (DD-70)          | Caldwell | Alla Gran Bretagna. Rinominato HMS Lewes. Affondato il 12 ottobre 1945 |
| 02  | USS Conner (DD-72)          | Caldwell | Alla Gran Bretagna. Rinominato HMS Leeds. Rottamato nel 1947 |
| 03  | USS Stockton (DD-73)        | Caldwell | Alla Gran Bretagna. Rinominato HMS Ludlow. Affondato come bersaglio nel 1945 |
| 04  | USS Wickes (DD-75)          | Wickes   | Alla Gran Bretagna. Rinominato HMS Montgomery. Rottamato nel 1945 |
| 05  | USS Philip (DD-76)          | Wickes   | Alla Gran Bretagna. Rinominato HMS Lancaster. Rottamato nel 1947 |
| 06  | USS Evans (DD-78)           | Wickes   | Alla Gran Bretagna. Rinominato HMS Mansfield. Rottamato nel 1945 |
| 07  | USS Sigourney (DD-81)       | Wickes   | Alla Gran Bretagna. Rinominato HMS Newport. Rottamato nel 1947 |
| 08  | USS Robinson (DD-88)        | Wickes   | Alla Gran Bretagna. Rinominato HMS Newmarket. Rottamato nel 1945 |
| 09  | USS Ringgold (DD-89)        | Wickes   | Alla Gran Bretagna. Rinominato HMS Newark. Rottamato nel 1947 |
| 10  | USS Fairfax (DD-93)         | Wickes   | Alla Gran Bretagna. Rinominato HMS Richmond. All'USSR nel 1944. Rinominato Zhivuchiy ("Tenace"). Rottamato nel 1949 |
| 11  | USS Williams (DD-108)       | Wickes   | Al Canada. Rinominato HMCS St. Clair. Affondato 1946 |
| 12  | USS Twiggs (DD-127)         | Wickes   | Alla Gran Bretagna. Rinominato HMS Leamington. All'URSS nel 1944. Rinominato Zhguchiy ("Marchio di fuoco"). Partecipò alla rievocazione del raid di St. Nazaire nel film Gift Horse di Trevor Howard . Rottamato nel 1951 |
| 13  | USS Buchanan (DD-131)       | Wickes   | Alla Gran Bretagna. Rinominato HMS Campbeltown. Distrutto nel raid di St. Nazaire il 28 marzo 1942 |
| 14  | USS Aaron Ward (DD-132)     | Wickes   | Alla Gran Bretagna. Rinominato HMS Castleton. Rottamato nel 1947 |
| 15  | USS Hale (DD-133)           | Wickes   | Alla Gran Bretagna. Rinominato HMS Caldwell. Rottamato nel 1944 |
| 16  | USS Crowninshield (DD-134)  | Wickes   | Alla Gran Bretagna. Rinominato HMS Chelsea. All'URSS nel 1944. Rinominato Derzkiy ("Ardente"). Rottamato nel 1949 |
| 17  | USS Tillman (DD-135)        | Wickes   | Alla Gran Bretagna. Rinominato HMS Wells. Rottamato nel 1945 |
| 18  | USS Claxton (DD-140)        | Wickes   | Alla Gran Bretagna. Rinominato HMS Salisbury. Rottamato nel 1944 |
| 19  | USS Yarnall (DD-143)        | Wickes   | Alla Gran Bretagna. Rinominato HMS Lincoln. Al Canada nel 1942. Rinominato HMCS Lincoln. AllURSS nel 1944. Rinominato Druzhny ("Unito"). Rottamato nel 1952.                                                              |
| 20  | USS Thatcher (DD-162)       | Wickes   | Al Canada. Rinominato HMCS Niagara. Rottamato nel 1946 |
| 21  | USS Cowell (DD-167)         | Wickes   | Alla Gran Bretagna. Rinominato HMS Brighton. All'URSS nel 1944. Rinominato Zharkiy ("Zealous"). Restituito alla Gran Bretagna nel 1949 e rottamato.                                                                       |
| 22  | USS Maddox (DD-168)         | Wickes   | Alla Gran Bretagna. Rinominato HMS Georgetown. All'URSS nel 1944. Rinominato Doblestny ("Valiant"). Rottamato nel 1949 |
| 23  | USS Foote (DD-169)          | Wickes   | Alla Gran Bretagna. Rinominato HMS Roxborough. All'URSS nel 1944. Rinominato Zhostkiy ("Adamant"). Restituito alla Gran Bretagna nel 1949 e rottamato nel 1952                                                            |
| 24  | USS Kalk (DD-170)           | Wickes   | Al Canada. Rinominato HMCS Hamilton. Rottamato nel 1945 |
| 25  | USS Mackenzie (DD-175)      | Wickes   | Al Canada. Rinominato HMCS Annapolis. Rottamato nel 1945 |
| 26  | USS Hopewell (DD-181)       | Wickes   | Alla Gran Bretagna. Rinominato HMS Bath. Affondato il 19 agosto 1941 dall'U-204 |
| 27  | USS Thomas (DD-182)         | Wickes   | Alla Gran Bretagna. Rinominato HMS St. Albans. All'URSS nel 1944. Rinominato Dostoyny ("Eccellente"). Rottamato nel 1949                                                                                                  |
| 28  | USS Haraden (DD-183)        | Wickes   | Inizialmente alla Gran Bretagna e poi al Canada. Rinominato HMS Columbia poi HMCS Columbia. Rottamato nel 1945 |
| 29  | USS Abbot (DD-184)          | Wickes   | Alla Gran Bretagna. Rinominato HMS Charlestown. Rottamato nel 1947 |
| 30  | USS Doran (DD-185)          | Wickes   | Alla Gran Bretagna. Rinominato HMS St. Marys. Rottamato nel 1945 |
| 31  | USS Satterlee (DD-190)      | Clemson  | Alla Gran Bretagna. Rinominato HMS Belmont. Affondato dall'U-82 il 31 gennaio 1942 |
| 32  | USS Mason (DD-191)          | Clemson  | Alla Gran Bretagna. Rinominato HMS Broadwater. Affondato dall'U-101 il 18 ottobre 1941 |
| 33  | USS Abel P Upshur (DD-193)  | Clemson  | Alla Gran Bretagna. Rinominato HMS Clare. Rottamato nel 1945 |
| 34  | USS Hunt (DD-194)           | Clemson  | Alla Gran Bretagna. Rinominato HMS Broadway. Rottamato nel 1947 |
| 35  | USS Welborn C Wood (DD-195) | Clemson  | Alla Gran Bretagna. Rinominato HMS Chesterfield. Rottamato nel 1947 |
| 36  | USS Branch (DD-197)         | Clemson  | Alla Gran Bretagna. Rinominato HMS Beverley. Affondato dall'U-188 l'11 aprile 1943 |
| 37  | USS Herndon (DD-198)        | Clemson  | Alla Gran Bretagna. Rinominato HMS Churchill. All'URSS nel 1944. Rinominato Deyatelny ("Attivo"). Affondato il 16 gennaio 1945 in circostanze incerte.                                                                    |
| 38  | USS McCook (DD-252)         | Clemson  | Al Canada. Rinominato HMCS St. Croix. Affondato dall'U-952 il 20 settembre 1943 |
| 39  | USS McCalla (DD-253)        | Clemson  | Alla Gran Bretagna. Rinominato HMS Stanley. Affondato dall'U-574 il 18 dicembre 1941 |
| 40  | USS Rodgers (DD-254)        | Clemson  | Alla Gran Bretagna. Rinominato HMS Sherwood. Affondato come bersaglio nel 1945 |
| 41  | USS Bancroft (DD-256)       | Clemson  | Al Canada. Rinominato HMCS St. Francis. Andato a fondo nel 1945 mentre in rotta per il cantiere di demolizione. |
| 42  | USS Welles (DD-257)         | Clemson  | Alla Gran Bretagna. Rinominato HMS Cameron. Danneggiato irreparabilmente in una incursione aerea a Portsmouth il 5 dicembre 1940                                                                                          |
| 43  | USS Aulick (DD-258)         | Clemson  | Alla Gran Bretagna. Rinominato HMS Burnham. Rottamato nel 1947 |
| 44  | USS Laub (DD-263)           | Clemson  | Alla Gran Bretagna. Rinominato HMS Burwell. Rottamato nel 1947 |
| 45  | USS McLanahan (DD-264)      | Clemson  | Alla Gran Bretagna. Rinominato HMS Bradford. Rottamato nel 1946 |
| 46  | USS Edwards (DD-265)        | Clemson  | Alla Gran Bretagna. Rinominato HMS Buxton. Al Canada nel 1943. Rinominato HMCS Buxton. Rottamato nel 1946 |
| 47  | USS Shubrick (DD-268)       | Clemson  | Alla Gran Bretagna. Rinominato HMS Ripley. Rottamato nel 1945 |
| 48  | USS Bailey (DD-269)         | Clemson  | Alla Gran Bretagna. Rinominato HMS Reading. Rottamato nel 1945 |
| 49  | USS Swasey (DD-273)         | Clemson  | Alla Gran Bretagna. Rinominato HMS Rockingham. Colpì una mina il 27 settembre 1944, ed affondò mentre era a rimorchio |
| 50  | USS Meade (DD-274)          | Clemson  | Alla Gran Bretagna. Rinominato HMS Ramsey. Rottamato nel 1947 |